# Спиропулос, Никос
Ни́кос Спиро́пулос (греч. Νίκος Σπυρόπουλος; 10 октября 1983, Янина, Греция) — греческий футболист, игравший на позиции защитника. Участник чемпионата Европы 2008 года и чемпионата мира 2010 года в составе национальной сборной Греции.

## Карьера
Спиропулос начал играть в 2001 году за футбольный клуб «Янина»; отыграв в команде 3 сезона, игрок был замечен скаутами клуба «Паниониос». Однако, его трансфер был выкуплен клубом «Панатинаикос», но у игрока в крови был обнаружен запрещённый препарат, и Спиропулос получил два года дисквалификации. Затем наличие препарата объяснили естественными причинами, дисквалификация была отменена, и футболист через год перешёл в «Паниониос», где показал прекрасную игру. Он продемонстрировал отличное мастерство и талант и стал считаться одним из лучших левых защитников Греции. В 2007 году он был замечен тренерским штабом сборной и приглашён в состав.
17 ноября 2007 года он дебютировал в сборной в матче против сборной Мальты. Никос вышел на замену на 46 минуте при счёте матча 5:0 в пользу сборной Греции.
В январе 2008 года футболист перешёл в «Панатинаикос» за два миллиона евро.

## Достижения
- Чемпион Греции: 2010
- Обладатель Кубка Греции: 2010